# Sandra Arabska
Sandra Arabska (ur. 20 kwietnia 1977 w Gdańsku) – polska plastyczka, malarka, mieszka i tworzy w Gdańsku.

## Życiorys
W 2007 ukończyła z wyróżnieniem Wydziału Malarstwa na Akademii Sztuk Pięknych w Gdańsku w pracowni prof. Henryka Cześnika, następnie zaś aneks z witrażu w pracowni prof. Andrzeja Dyakowskiego i aneks z rysunku w pracowni prof. Marii Targońskiej.
Stypendystka Prezydenta Miasta Gdańska i Marszałka Województwa Pomorskiego 2005–2007. Nagrodzona przez Ministra Kultury, Prezydenta Miasta Gdańska, Rektora Akademii Medycznej w Gdańsku, Hestię.
Główną tematyką jej obrazów jest żeński akt. Współpracuje z Sopockim Domem Aukcyjnym. Ceny jej obrazów na aukcjach sięgają 40.000 zł co jest uznawane za najwyższy pułap cenowy dla prac młodych polskich artystów. Należy do grona polskich malarzy młodego pokolenia, których prace najlepiej się sprzedają.

## Wystawy
- 2005 – Nadbałtyckie Centrum Kultury wystawa studentów z pracowni prof. Henryka Cześnika
- 2006 – „118 Pracownia Rysunku prof. Marii Targońskiej”, Pałac Opatów w Oliwie
- 2006 – „Scenografia i formy przestrzenne”, Muzeum Narodowe w Gdańsku
- 2007 – „Obserwatorium rzeczywistości”, PGS, Sopot
- 2007 – „Obserwatorium rzeczywistości”, Galeria Tamka Warszawa
- 2007 – Galeria Katarzyny Napiórkowskiej, wystawa finalistów Konkursu o nagrodę im. F Eibisch, Warszawa
- 2007 – „118 Pracownia Rysunku prof. Marii Targońskiej”, Galeria Centrum, Kraków
- 2008 – Dyplomy 2007, Galeria EL, Elbląg
- 2008 – „Illud Tempus” Galeria BBC, Gdynia
- 2009 – „Obserwatorium rzeczywistości”, Grodno
- 2011 – „101 pięknych obrazów”, ZPAP, Warszawa
- 2012 – „Więcej niż realizm”, Galeria Nest, Genewa, Szwajcaria
- 2013 – „Wystawa z okazji Dni Polski”, Reus, Hiszpania
- 2013 – „Artyści z e66”, Galeria Oliva Gate, Gdańsk
- 2013 – „Duet”, Galeria Warzywniak, Gdańsk
- 2013 – „Unieś się ze sztuką”, Galeria Glaza, Port Lotniczy im. Lecha Wałęsy, Gdańsk
- 2014 – „Art from Gdańsk”, en Banyoles, Hiszpania